# Olbersdorf
Olbersdorf est une commune de Saxe (Allemagne), située dans l'arrondissement de Görlitz, dans le district de Dresde.

## Personnalités
- Stanislaus von Seherr-Thoss (1827-1907), homme politique né à Olbersdorf.
- Fritz Steudtner (1896-1986), architecte né à Olbersdorf.